# Marquard Bermann
Marquard Bermann († 17. September 1378 in Schwerin) war von 1353 bis 1372 Propst im Prämonstratenserinnenkloster Rehna und von 1376 bis 1378 Bischof von Schwerin.

## Leben
Nach dem Tode des Bischofs Friedrich II. von Bülow wählte das Schweriner Domkapitel aus seiner Mitte Marquard Bermann zum neuen Bischof. Der Electus stammte aus einer ansehnlichen bürgerlichen Familie, die in und um Gadebusch angesessen waren. Seine Mutter war eine geborene Voigt, eine Lübecker Bürgertochter. Mit der Wahl eines bürgerlichen Domkapitulars zum Bischof wollte man hier versuchen, auch das Bürgertum für dieses Amt zu profilieren.
Marquard hatte es bis zum Propst des Prämonstratenserinnenklosters Rehna gebracht und verwaltete dieses Amt von 1353 bis 1372. Am 19. April 1355 wurde er als Consiliarius bei Herzog Albrecht von Mecklenburg genannt und schließlich als Kanoniker 1367–1378 im Schweriner und Lübecker Domkapitel. Nach seinem Tode nannte ihn das Lübecker Domkapitel concanonicus noster. In seinen ersten Jahren als Klosterpropst zu Rehna hatte er noch Grundbesitz in Lübeck, der von einem Lübecker Bürger wohl treuhänderisch für ihn gehalten wurde, wie aus einem Vermerk des dortigen Bürgermeisters Tidemann Warendorp aus dem Jahr hervorgeht.
Wann die Wahl Marquard Bermanns für den Schweriner Bischofssitz stattfand, ist urkundlich nicht belegt. Am 1. Januar 1376 leistete er in Bützow einen Eid und wurde danach als erwehlter Bischoff zu Zwerin bezeichnet. Es scheint, dass ihm auch die Bestätigung durch den zuständigen Bremer Erzbischof Albert II. von Braunschweig-Lüneburg zuteilgeworden ist, ohne dass er die Bischofsweihe empfangen hatte. Offenbar hatte man im Schweriner Domkapitel am 24. Januar 1376 noch keine Kenntnis davon, dass Papst Gregor XI. den Bischofssitz bereits anderweitig wieder besetzt hatte, denn die beiden Administratoren des Bistums seds vacante, der Archidiakon von Waren, Albert Foysan und der Archidiakon von Triebsees, Jacubus de Crumbeke, urkundeten noch in Bützow und benutzten dabei das Administrationssiegel mit den gekreuzten Bischofsstäben unter ausdrücklicher Erwähnung ihres Amtes und dass sie specialiter deputati seien.
Im Juli 1367 gab es verstärkte Bemühungen des vom Papst mit dem Bistum Schwerin providierten bisherigen Bischofs von Osnabrück, Melchior von Braunschweig-Grubenhagen, der sich im pommerschen Anteil des Bistums inzwischen niedergelassen hatte, seine Jurisdiktion auch auf den Mecklenburgischen Anteil auszudehnen. Diese Bemühungen waren später auch erfolgreich.
Bischof Marquard war weiter in Schwerin tätig, auch 1377 noch in Gesellschaft des Herzogs Albrecht. Bischof Melchior hielt sich zur gleichen Zeit in Stralsund auf und bezog am 7. Januar 1377 aus dem Mecklenburgischen Bistumsteil Rostock schon den Zehnten. Danach machte die Annäherung zwischen dem Domkapitel sowie auch den Mecklenburgischen Herzögen an den rechtmäßigen Bischof Melchior schnelle Fortschritte, die durch das Eingreifen Kaisers Karl IV. am 10. April 1377 noch gefördert wurden.
Am 24. April 1377 kam es in Schwerin mit dem Domkapitel zu einem Vergleich mit dem Versprechen, mit Marquard Bermann gütlich verhandeln zu wollen. In Bützow verpflichtete sich Marquard dann am 9. Juli 1377, dass er dem Kapitel in allem, was man zur Erhaltung der Stiftsgüter unternehmen würde, Beistand leisten zu wollen.
Damit war Bischof Melchior am Ziel, denn der Gegenbischof Marquard starb schon am 17. September 1378 und wurde im Schweriner Dom unten im Chore begraben.
Der Stein soll 1866 untergegangen sein. Die Inschrift lautete: Im Jahr des Herrn 1378, am Tage des heiligen Lamperti, ist gestorben der Ehrwürdige Vater in Christo Herr Maquardus Bermann, dieser Kirchen erwehlter und durch den Ertzbischoff zu Bremen confirmirter Bischoff, welches Seele in Friede ruhe.
Der Lübecker Bürger Gred Voigt gedenkt in seinem Testament vom 10. Dezember 1383 seines Omes Marquard Bermann, der im Kloster zu Rehna Propst war, in einer Messstiftung.

## Siegel
Maquard Bermann führte als Propst des Klosters Rehna ein rundes Siegel. Unter einer gotischen Nische mit Baldachin die Gottesmutter mit dem Jesuskind, davor der kniende Siegelinhaber. 
Die Umschrift lautet:  S' MARQUARDI BERMAN P'TI
Das Siegel, das Marquard als Electus führte, war ebenfalls rund. Im stehenden Schilde zwei ins Andreaskreuz gestellte Krummstäbe; im unteren Winkel ein aufgerichteter, rechts gewendeter Schlüssel.
Die Umschrift lautet: S' MARKVARDI ELECTI ECCE ZWERINEN.